# Universidad Normal del Este de China
La Universidad Normal del Este de China (en chino tradicional, 華東師範大學; en chino simplificado, 华东师范大学; pinyin, Huádōng Shīfàn Dàxué, inglés: East China Normal University, ECNU) fue fundada en octubre de 1951 en el oeste de Shanghái, en el campus de la Universidad de Daxia. Su función original era capacitar docentes para la educación secundaria y superior, como se sugiere en el nombre "Normal", pero muy pronto albergó a investigadores de primera clase y se convirtió en una universidad de investigación intensiva de élite.
ECNU ahora se organiza en más de 22 escuelas, colegios e institutos, ubicados en dos campus en Minhang y Putuo. La universidad cuenta con 2 escuelas afiliadas en el área metropolitana de Shanghái: NYU Shanghai en Pudong y Asia-Europe Business School creada con Emlyon Business School en el Parque de Educación Internacional Zizhu. ECNU también mantiene una Estación Nacional de Observación e Investigación de Ecosistemas Forestales en el parque nacional Forestal de Tiantong, Ningbo, provincia de Zhejiang.
ECNU es una universidad categoría doble A del Ministerio de Educación de China. Frecuentemente se le considera una de las universidades más prestigiosas de China y es reconocida internacionalmente, como lo demuestra su asociación con instituciones de todo el mundo.

## Historia
En 1951, se fundó la Universidad Normal del Este de China. Se basa principalmente en la antigua Universidad de Daxia y la Universidad Kwang Hua.
Además, algunos departamentos y el personal de las universidades siguientes también se incorporaron en la entonces recién formado de China Oriental:
- Fudan University
- Universidad Tongji
- Universidad de Shanghai
- East Asia Physical Education Academy
- Saint John's University, Shanghai
- Universidad de Zhejiang
- Utopia University, Shanghai
- Aurora University, Shanghai
- Jiaotong University

En 1959, la Universidad Normal del Este de China fue identificado como una de las 16 Universidades Nacionales número en China.

## Presente
Actualmente la Universidad está situada en la ciudad de Shanghái y es conocida como Jardín de la Universidad por su hermoso campus.
Universidad Normal del Este de China es una universidad completa. Cuenta con 1.700 profesores de tiempo completo, de los cuales 1.100 Profesores y profesoras. Cubre el área académica de las Ciencias, artes liberales, gestión, Ingeniería, ley, educación, filosofía, la historia, Finanzas y Economía, la Universidad cuenta con 19 escuelas de tiempo completo, se compone de 44 departamentos que ofrece 61 programas de pregrado, 130 programas de doctorado y 170 programas de maestría, casi 13.500 estudiantes, 8.900 graduados de correos y cerca de 2.700 a largo plazo.
La Universidad Normal del Este de China tiene la competencia estatal para la enseñanza. También tiene competencia asignada por el Consejo de Estado, como el centro de la enseñanza del chino, para la oficina de los chinos de ultramar. La escuela en línea del idioma chino, gestionada conjuntamente por la Universidad y la Oficina Nacional de TCFL, se ha convertido en el mayor sitio web en el mundo de la enseñanza del chino como lengua extranjera.

### Escuelas
La Universidad se compone de 19 escuelas de tiempo completo, que incluye 44 departamentos totalmente ofrece 61 programas de pregrado. Estas escuelas son:
- Humanidades
- Artes
- Educación
- Educación Administración
- La educación preescolar y Educación especial
- Lengua extranjera
- Hacienda y Estadísticas
- Escuela de Negocios
- Educación legal y Política
- Deportes y Salud
- Ciencia y Ingeniería
- Ciencias del medio ambiente
- Ciencias de la Vida
- Información de Ciencia y Tecnología
- Enseñanza Chino como lengua extranjera
- Ingeniería de software
- Comunicación
- Diseño

### Escuela de Negocios
Escuela de negocios (ECNU) fue fundada por el pionero de la economía de China y estudios de finanzas, el profesor Chen Biao Ru. Por lo tanto, la Escuela de Negocios de ECNU ha heredado la tradición y goza de buena reputación en el círculo económico y financiero de China.

### Fundaciones
- En 1993 la escuela de Literatura y Artes fue fundada.
- En abril del 1994, la Escuela de Humanidades fue fundada por primera vez con departamentos de Historia, Filosofía, educación legal y Política y Ciencias Sociales.
- En abril de 2001, se reconstruyó la Escuela de Humanidades.Y la escuela de Literatura y Arte, se fusionó.

La nueva estructura se componía de seis departamentos, el chino y Literatura, Historia, Filosofía, Internacional de Estudios Chinos y Arte departamentos de Educación, además del Instituto Chino de Estudios Libro Antiguo. La escuela está afiliada a los institutos y centros de investigación siguientes, Instituto de Literatura, el Instituto de Historiografía de China, el Instituto de Filosofía de la información y el centro de investigación de la literatura, historia y filosofía, el centro de Estudios Chinos en el extranjero, el centro de investigación internacional de Lengua y Cultura china, el centro de investigación de la Religión y Cultura, el centro de investigación de Hakkalogy, el centro de investigación de la Historia de empresas de China, y el centro de investigación de Historia de la educación.

## Número Laboratorios

### Laboratorios estatales
- State Key Laboratory of Estuarine and Coastal Research
- State Key Laboratory of Precision Spectroscopy

## Investigación en Humanidades y Ciencias Sociales
- Institute of Curriculum and Instruction
- Institute of Modern Chinese Thought and Culture
- Center For Russian Studies
- Center for the Study of Chinese Characters and Their Applications (enlace roto disponible en Internet Archive; véase el historial, la primera versión y la última).
- Institute of Schooling Reform and Development
- Center for Modern Chinese City Studies

## Antiguos Alumnos
- Wang Huning (王 沪宁): Miembro de la Secretaría del Partido Comunista de China y director de la Oficina de Investigación Política del Comité Central del PCCh.
- Se Xian (何宪): Viceministro del Ministerio de Personal de la República Popular China.
- Han Zheng (韩正): El alcalde de Shanghái.
- Xue Yongqi (薛永祺): Académico de la Academia de Ciencias de China.
- Canción Daxiang (宋 大 祥): Académico de la Academia de Ciencias de China.
- Liu Boli (刘伯 里): Académico de la Academia de Ingeniería de China.
- Stephen Z.D. Cheng (程 正 迪): Académico de la Academia Nacional de Ingeniería.
- Lu Bai (鲁 白): Investigador Titular del Institutos Nacionales de Salud.
- Jiang Nanchun (江南 春): Fundador de la Focus Media Holding.
- Liu Xiang (刘翔): Medalla de oro en 110 metros vallas en los Juegos Olímpicos 2004
- Xue Peijian (薛沛 建): Presidente de la Shanghái Media Group.

### Asociaciones de alumnos
- Asociación de alumnos de la Universidad Normal del Este de China (en chino)
- Asociación de alumnos de la Universidad Normal del Este de China en Estados Unidos (en chino)
- Asociación de alumnos de la Universidad Normal del Este de China en el Norte de California (en chino)

## Contacto
Address: East China Normal University, 3663 Zhongshan Road (N.) , Shanghai 200062, P.R. China 
 Tel: +86-21-62233333